# Zonitoschema
Zonitoschema là một chi bọ cánh cứng trong họ Meloidae.
Chi này được miêu tả khoa học năm 1909 bởi Péringuey.

## Các loài
Các loài trong chi này gồm:
- Zonitoschema alluaudi Pic, 1913
- Zonitoschema atrimembris (Fairmaire, 1894)
- Zonitoschema bivittipennis Kaszab, 1981
- Zonitoschema bradleyi Mohamedsaid, 1981
- Zonitoschema burgeoni Pic, 1931
- Zonitoschema capensis Kaszab, 1961
- Zonitoschema celebensis (Pic, 1911)
- Zonitoschema coccinea (Fabricius, 1801)
- Zonitoschema corporaali Borchmann, 1929
- Zonitoschema cothurnata (Marseul, 1873)
- Zonitoschema dollei (Fairmaire, 1888)
- Zonitoschema eborina (Fåhraeus, 1870)
- Zonitoschema elongaticeps Pic, 1935
- Zonitoschema elongatipennis (Pic, 1915)
- Zonitoschema ennsi Kaszab, 1958
- Zonitoschema gibdoana (Kaszab, 1956)
- Zonitoschema gigantea (Fairmaire, 1894)
- Zonitoschema gombakiensis Mohamedsaid, 1977
- Zonitoschema griseohirta Pic, 1914
- Zonitoschema hebridesiensis Mohamedsaid, 1981
- Zonitoschema iranica Kaszab, 1959
- Zonitoschema japonica (Pic, 1910)
- Zonitoschema kimi (Kôno, 1936)
- Zonitoschema klapperichi Borchmann, 1941
- Zonitoschema krombeini Mohamedsaid, 1979
- Zonitoschema latipennis Pic, 1909
- Zonitoschema leleupi Kaszab, 1960
- Zonitoschema macroxantha (Fairmaire, 1887)
- Zonitoschema megalops (Fairmaire, 1883)
- Zonitoschema miwai (Kôno, 1936)
- Zonitoschema nigrimembris Pic, 1913
- Zonitoschema nigroapicalis Pic, 1948
- Zonitoschema nitidissima (Pic, 1911)
- Zonitoschema oculatissima Peyerimhoff, 1929
- Zonitoschema okinawensis (Miwa, 1928)
- Zonitoschema pallida (Fabricius, 1794)
- Zonitoschema pallidissima (Reitter, 1908)
- Zonitoschema posticalis (Péringuey, 1892)
- Zonitoschema rhobompana Pic, 1911
- Zonitoschema rubricolor Pic, 1924
- Zonitoschema saga (Péringuey, 1899)
- Zonitoschema seminigra (Pic, 1909)
- Zonitoschema squalida (Fairmaire, 1889)
- Zonitoschema tenuicollis (Fabricius, 1811)
- Zonitoschema testaceiventris Pic, 1930
- Zonitoschema vonhayekae Mohamedsaid, 1981